# Ripoll
Pour les articles homonymes, voir Ripoll (homonymie).
Ripoll est une commune espagnole située dans la comarque du Ripollès dans la province de Gérone en Catalogne.

## Géographie
Ripoll est une commune de 73,7 km2 située dans les Pyrénées en moyenne montagne. Elle comporte un centre-ville fait de vieux quartiers assez pittoresques[Interprétation personnelle ?].
C'est la capitale de la comarque du Ripollès en Catalogne qui s'étend jusqu'à la frontière française.
S'y croisent notamment l'axe d'Alfarràs à Gérone par Balaguer, Solsona, Berga et Olot (C-26 à l'Ouest et N-260 à l'Est) et l'axe Barcelone- Puigcerdà par Vic (C-17 au Sud, N-260 au Nord). À une quinzaine de kilomètres à l'Est, la route d'Olot et Gérone laisse sur sa gauche la route du Vallespir par Camprodon et le col d'Ares. La route de Guardiola de Berguedà et Bagà partant de Campdevànol, à quelques kilomètres, d'une part, et la route d'Olot par Vallfogona de Ripollès et le col de Coubet, d'autre part, complètent le carrefour routier.

### Communes limitrophes
Les communes limitrophes sont Ogassa, Sant Joan de les Abadesses, Vallfogona de Ripollès, Vidrà, Santa Maria de Besora, Les Llosses et Campdevànol.
|             | Campdevànol Ogassa    |                                                   |
| Les Llosses | Ripoll                | Sant Joan de les Abadesses Vallfogona de Ripollès |
|             | Santa Maria de Besora |                                                   |

## Histoire

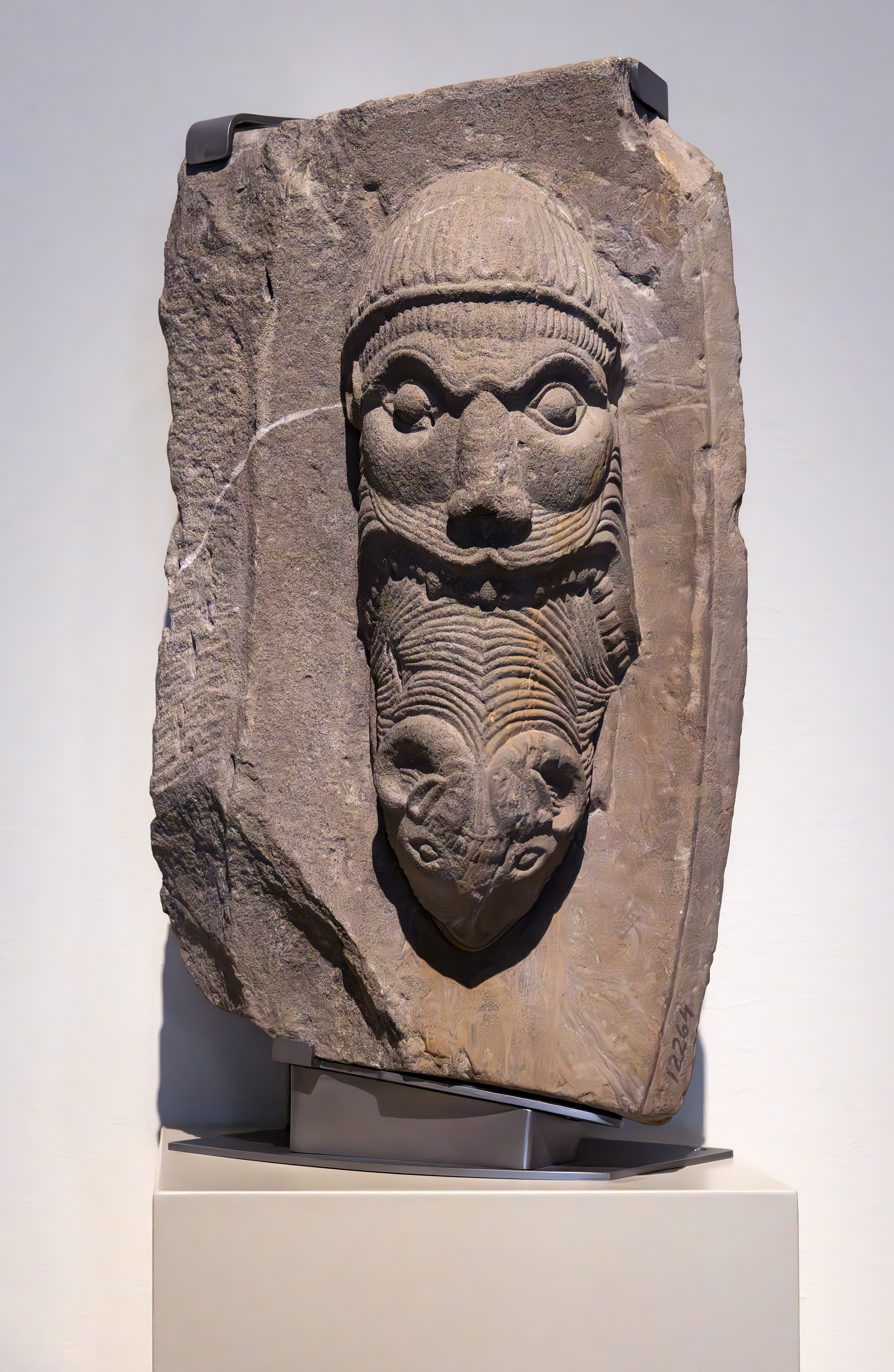
', sculpture du XIIe siècle (Musée national d'Art de Catalogne).

Le monastère de Ripoll a connu un grand rayonnement au milieu du Moyen Âge (du IXe au XIe siècle). Gerbert d'Aurillac y passe trois ans de 967 à 970 pour y affermir sa formation, il devient ensuite pape sous le nom de Sylvestre II. Son rayonnement est aussi marqué par sa participation à la tradition des rouleaux mortuaires échangés entre abbayes à l’occasion de la mort d’un moine particulièrement vénéré. Il décline ensuite et passe sous l’autorité de l’abbaye Saint-Victor de Marseille en 1070.
En juin 1794, Ripoll est le théâtre de combats durant la guerre du Roussillon, lors de l'expédition du corps de Cerdagne.
En 1835, un incendie détruit une partie des bâtiments et des archives.

## Démographie
| 1717  | 1787  | 1857  | 1877  | 1887  | 1900  | 1930  | 1950  |
| ----- | ----- | ----- | ----- | ----- | ----- | ----- | ----- |
| 1 346 | 4 780 | 3 611 | 3 694 | 4 549 | 5 887 | 8 560 | 8 566 |

| 1970   | 1981   | 1986   | 1996   | 1998   | 1999   | 2000   | 2001   |
| ------ | ------ | ------ | ------ | ------ | ------ | ------ | ------ |
| 11 198 | 12 209 | 11 670 | 10 908 | 10 953 | 10 818 | 10 733 | 10 744 |

| 2002   | 2003   | 2004   | 2005   | 2006   | 2007   | 2008   | 2009   |
| ------ | ------ | ------ | ------ | ------ | ------ | ------ | ------ |
| 10 842 | 10 754 | 10 717 | 10 762 | 10 832 | 10 867 | 11 012 | 11 057 |

| 2010   | 2011   | 2012   | 2013   | 2014   | 2015   | 2016   | - |
| ------ | ------ | ------ | ------ | ------ | ------ | ------ | - |
| 10 991 | 10 913 | 10 904 | 10 798 | 10 751 | 10 632 | 10 583 | - |

## Politique et administration
La commune est dirigée par un conseil municipal de dix-sept membres, élus pour un mandat de quatre ans, qui à leur tour élisent le maire.
À la suite des élections du 28 mai 2023, l'Alliance catalane (extrême droite) détient 6 sièges, Junts et ERC 3 chacun, le PSC et la CUP 2 chacun, le dernier siège revenant à une liste indépendante.
| Période | Période  | Identité                 | Étiquette   | Qualité |
| ------- | -------- | ------------------------ | ----------- | ------- |
| 1979    | 1993     | Pere Piella Vilaregut    | PSC         |         |
| 1993    | 1995     | Jaume Camps Bové         | PSC         |         |
| 1995    | 2003     | Eudald Casadesus Barceló | CiU         |         |
| 2003    | 2011     | Teresa Jordà             | ERC         |         |
| 2011    | 2023     | Jordi Munell i Garcia    | CiU / Junts |         |
| 2023    | En cours | Silvia Orriols i Serra   | AC          |         |

## Économie
La commune abrite sur son territoire, outre de nombreux commerces et industries agro-alimentaires, plusieurs des stations touristiques des Pyrénées espagnoles catalanes que sont Camprodon, Setcases ou Vallter 2000.

## Monuments
- Abbaye Sainte-Marie de Ripoll

## Personnalités
- Udaut d'Ax (405-452), fêté le 11 mai, appelé Sant Eudalt en Catalogne, est le saint patron de la ville ;
- Dolors Prat Coll (1905-2001), personnalité de l'exil républicain, est née à Ripoll.

## Jumelage
- Prades (France) depuis 1969